# Ben Sonnemans
Bernardus Jacobus Maria "Ben" Sonnemans (ur. 13 stycznia 1972) – holenderski judoka. Dwukrotny olimpijczyk. Zajął piąte miejsce w Atlancie 1996 i dziewiąte w Sydney 2000. Walczył w wadze półciężkiej.
Siódmy na mistrzostwach świata w 1993 i 1995; uczestnik zawodów w 1997. Startował w Pucharze Świata w latach 1993, 1995–2000. Zdobył trzy medale mistrzostw Europy w latach 1995 − 1998. Wicemistrz igrzysk wojskowych w 1999. Złoty medalista wojskowych MŚ w 1997 i trzeci w 2000 roku.

## Letnie Igrzyska Olimpijskie 1996
| Konkurencja | Rundy eliminacyjne      | Rundy eliminacyjne  | Repasaże                   | Repasaże                | Runda finałowa         | Klas. końcowa |
| Konkurencja | 1/8                     | 1/4                 | Przeciwnik I               | Przeciwnik II           | o 3. miejsce           | Miejsce       |
| ----------- | ----------------------- | ------------------- | -------------------------- | ----------------------- | ---------------------- | ------------- |
| 95 kg       | Raymond Stevens (GBR) Z | Kim Min-soo (KOR) P | Dmitrij Siergiejew (RUS) Z | Yoshio Nakamura (JPN) Z | Aurélio Miguel (BRA) P | 5.            |

## Letnie Igrzyska Olimpijskie 2000
| Konkurencja | Rundy eliminacyjne   | Repasaże             | Repasaże                 | Klas. końcowa |
| Konkurencja | 1/16                 | Przeciwnik I         | Przeciwnik II            | Miejsce       |
| ----------- | -------------------- | -------------------- | ------------------------ | ------------- |
| 100 kg      | Nicolas Gill (CAN) P | Pedro Soares (POR) Z | Iweri Dżikurauli (GEO) P | 9.            |